# Jupp Wiertz

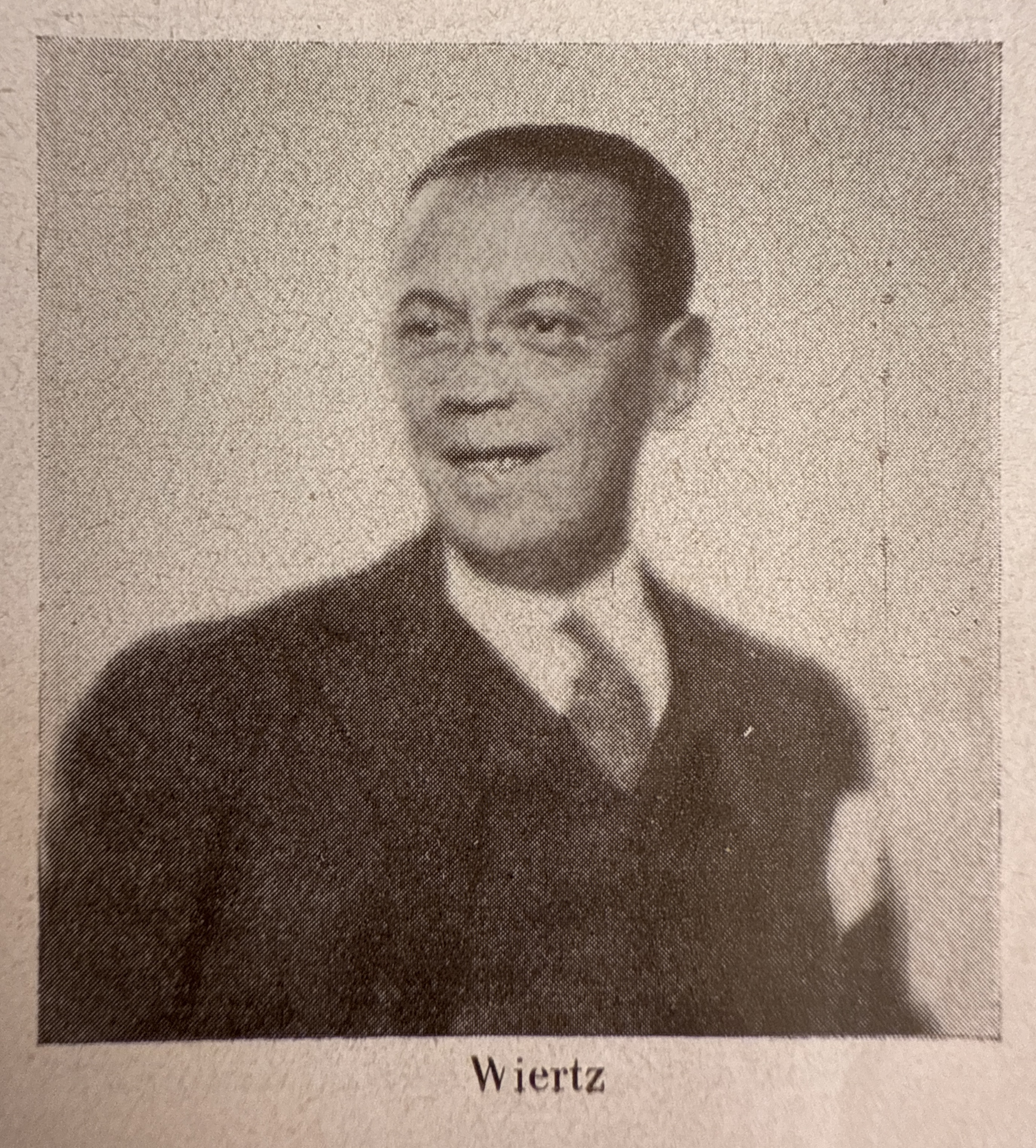
Foto von Jupp Wiertz - Gebrauchsgraphik international advertising art 1924

Jupp Wiertz (Joseph Lambert Wiertz) (* 5. November 1888 in Aachen; † 7. Januar 1939 in Berlin) war ein Gebrauchsgrafiker und Plakatkünstler. Er gehört zu den bedeutendsten Vertretern der deutschen Reklamekunst.

## Leben und Schaffen

### Kindheit und Ausbildung
Nach dem Besuch des Gymnasiums besuchte Jupp Wiertz, der Sohn eines Metzgers, die Aachener Kunstgewerbeschule. Einer seiner Lehrer war der spätimpressionistische Maler Eugène Klinckenberg. Ähnlich wie andere Aachener Künstler, unter anderem Ludwig Mies van der Rohe, Peter Förster und Ewald Mataré übersiedelte Wiertz bereits in jungen Jahren – vermutlich im ersten Jahrzehnt des 20. Jahrhunderts – nach Berlin, um seinen künstlerischen Horizont zu erweitern. In der Berliner Kunstgewerbeschule setzte Wiertz unter anderem bei seinem Lehrer, dem Grafiker Ernst Neumann, seine künstlerischen Studien fort. Die Ausbildung bei dem Werbegrafiker und Karikaturisten Neumann prägten seine frühen Schaffensjahre. Die praktische Ausbildung zum Lithografen absolvierte Wiertz in Leipzig.

### Erste künstlerische Schaffensperiode (1914–1920)
Die erste Schaffensperiode von Wiertz ist gekennzeichnet durch Lithografien, Aquarelle und einige Plakatentwürfe für die Märkische Buch- und Kunstdruckerei Reinus & Limann (MBK) in Berlin. Bereits im Alter von 26 Jahren leitete er die Ateliers für künstlerische Reklame-Ausstattung in Berlin-Schöneberg und gab 1914 bis 1916 Unterricht an der Schule Reimann. 1916 nahm Wiertz an einem vom Verein der Plakatfreunde e. V. initiierten Wettbewerb für die Gestaltung eines Plakates für die AEG Nitralampe teil. Eine Kommission, die unter anderem aus Künstlern, wie Peter Behrens, Emil Rudolf Weiß und Emil Orlik – aber auch Politikern, wie Walther Rathenau bestand, sprach dem Plakatentwurf von Wiertz den dritten Preis zu. Dieses Plakat wurde realisiert und trug entscheidend zur Steigerung der Popularität der Wiertzschen Entwürfe bei. Im gleichen Jahr errang Wiertz mit zwei Plakatentwürfen für die Optimit GmbH Wien einen ersten und dritten Preis. Während des Ersten Weltkrieges arbeitete er für die Ateliers Neumann (Berlin) an Entwürfen für die Automobil- und Flugzeugindustrie, unter anderem für die Daimler-Motoren-Gesellschaft und die Aviatik Actien Gesellschaft.
Am 14. April 1917 heiratete Jupp Wiertz in Berlin die 19-jährige Herta Thekla Bedau. Das Ehepaar blieb kinderlos.
Im letzten Kriegsjahr wendete sich Jupp Wiertz verstärkt politischen Themen in seinen Plakatentwürfen zu. Zu den bekanntesten gehört ein Plakat für die Deutsche Frauenhaar-Sammlung Frauen und Mädchen! Sammelt Frauenhaar! und Opfergabe für unsere Gefangenen. Im Oktober 1918 wurde im Deutschen Kulturmuseum Leipzig die erste Einzelausstellung mit Werken des Künstlers gezeigt. 1919 gründete Wiertz zusammen mit Hans Meyer und Max Hertwig den Bund der Deutschen Gebrauchsgraphiker, heute Berufsverband der deutschen Kommunikationsdesigner, zu dessen Vorstand er bis mindestens 1930 zählte. Darüber hinaus war Wiertz Mitglied weiterer Künstlervereine und Verbände, unter anderem des Vereins der Plakatfreunde und des Wirtschaftlichen Verbands bildender Künstler.
1920 illustrierte er gemeinsam mit dem Karikaturisten Hans Leiter 13 Bände der Neuauflage des Berliner Satirikers Alexander Otto Weber. Im April 1920 erschien in der Zeitschrift Das Plakat ein Porträt und eine Werkschau des Künstlers aus den Jahren 1913 bis 1919, verfasst von seinem künstlerischen Mentor Hans Josef Sachs.

### Die Werbegrafik in den 1920er Jahren
Zu Beginn der Zwanziger Jahre arbeitete Wiertz vorrangig für Zeitschriftenverlage. Zahlreiche Illustrationen und Titelbilder für Zeitschriften, wie z. B. Der Junggeselle, Reigen. Internationale Revue für Kunst und Satire, Die Dame, Sport im Bild. Für die Firma Rosenthal entwarf er 1921 das Motiv für den Weihnachtsteller 1921.
Ab Mitte der 1920er Jahre wendete sich Jupp Wiertz verstärkt Anzeigenkampagnen und Plakatentwürfen für große Unternehmen zu. Zu den bekanntesten zählen die Plakatentwürfe für:
- Odol- das Geheimnis meiner Schönheit für die Lingner-Werke AG (1920)
- Uraltes Lavendelwasser für die Gustav Lohse AG (1925)
- Seifenflocken Lux für die Sunlicht Gesellschaft AG (1925)
- Nestle’s Kindermehl für die Linda GmbH (1925),
- Parfüm Vogue der Firma F. Wolff & Sohn (1926–1928),
- Kaloderma der Firma F. Wolff & Sohn (1925–1930);
- Zigaretten von Manoli (1928–1930) und Regatta (1928–1930).
- Mah Jong – Pralinen (1924) von Sarotti

Für Fremdenverkehrvereine begann Wiertz verstärkt in dieser Zeit, Werbeplakate und Illustrationen für Broschüren zu entwerfen, unter anderem für die Reichszentrale für Deutsche Verkehrswerbung, die Reichsbahnzentrale für den Deutschen Reiseverkehr und seine Heimatstadt Aachen (1928).

### Touristik- und Verkehrswerbung in den 1930er Jahren

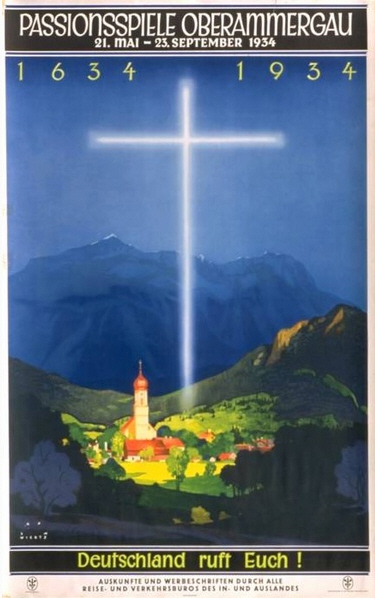
Passionsspiele Oberammergau, Werbeplakat 1934

Die Arbeit für große Firmen und Organisationen aus dem Bereich der Verkehrswerbung und des Tourismus bestimmten den Großteil seines umfangreichen Schaffens in seinem letzten Lebensjahrzehnt. In dieser Zeit orientierte er sich vermehrt am Stil des Art déco. Zu seinen wichtigsten Auftraggebern zählen zu Beginn der 1930er Jahre der Pressedienst der Deutschen Reichsbahn, die Deutsche Luft Hansa AG, die Deutsche Zeppelin-Reederei, die Deutsche Reichspost und die Daimler-Benz AG. Aus dieser Zeit stammen auch seine wohl bekanntesten Plakatentwürfe:
- Oberammergauer Passionsspiele (1934) für das Verkehrsamt Oberammergau
- A pleasant trip to Germany (1935) für die Reichsbahnzentrale für den Deutschen Reiseverkehr
- Winter im Harz (ca. 1935)
- 50 Jahre Automobilbau Mercedes-Benz für die Daimler-Benz AG 1935,
- In zwei Tagen nach Nordamerika (1937) für die Deutsche Zeppelin-Reederei
- Feengrotten Saalfeld – die naturfarbigen Tropfsteinhöhlen im Thüringer Wald, 1937
- Winter in Deutschland (1937)
- Wagnerfestspiele Bayreuth (1936/38)

Durch zahlreiche Großaufträge wurden die Grafiken und Illustrationen zunehmend einem breiten Publikum zugänglich. So entwarf Wiertz 1935 für die Rhenania-Ossag Mineralölwerke AG Berlin ca. 100 Broschürenumschläge für Shell-Tourenkarten, denen 1936 ca. 200 Doppel-Umschlagkartenumschläge folgten. In den Jahren 1933 bis 1938 gestaltet er die Umschlagseiten des Abreisskalenders Deutscher Reichsbahn-Kalender.
Nach der Machtergreifung des Nationalsozialismus befand sich fast die gesamte Fremdenverkehrswerbung, für die Wiertz hauptsächlich in dieser Zeit gearbeitet hat, unter zentraler staatlicher Kontrolle. So entwarf er neben den bereits erwähnten Plakaten und Broschüren für die Deutsche Reichspost, die Reichsbahnzentrale für den deutschen Reiseverkehr sowie den Pressedienst der Deutschen Reichsbahn auch Werbematerialien für die NS-Gemeinschaft Kraft durch Freude. Im Gegensatz zu seinem künstlerischen Konkurrenten Ludwig Hohlwein, der zunehmend „dem Trend der Zeit folgend, immer stärker nationalistische Inhalte mit naturalistischer Bildhaftigkeit verband“., blieb Wiertz größtenteils auch in der Spätphase seines Schaffens einem plakativen, aquarellbetonten Malstil treu, der durch dramatische Licht-Schatten-Kompositionen gekennzeichnet ist.
Am 9. September 1934 starb im Alter von 37 Jahren seine Frau Herta. Wiertz widmete sich nun verstärkt seinem künstlerischen Schaffen. Für sein Plakat Passionsspiele Oberammergau erhielt er beim Wettbewerb des Conseil Central du Tourisme International in Paris den 1. Preis für das beste Plakat in der Verkehrswerbung. 1936 und 1937 beschäftigte er in seinem Atelier in Berlin zwei Mitarbeiter, die Grafiker Ernst Litter und Helmut Kirchberger, die als seine künstlerischen Schüler gelten. 
1937 konnte er seinen Erfolg beim Wettbewerb des Conseil Central du Tourisme International im Rahmen der Weltausstellung in Paris wiederholen und errang für seine Plakatentwürfe Bad Elster und Erlebe den Harz – das Wunder des deutschen Waldes den ersten und zweiten Preis. Die Stadt Aachen widmete ihm anlässlich seines 50. Geburtstages 1938 eine große Werkschau.

## Krankheit und Tod
Anfang 1938 zog sich Jupp Wiertz bei der Arbeit mit Farbspritzapparaten eine Wundinfektion mit nachfolgender Sepsis zu, von der sich der Künstler nicht mehr erholte. Im Laufe des Jahres verschlechterte sich sein Gesundheitszustand zusehends. Am 7. Januar 1939 starb Jupp Wiertz im Alter von 50 Jahren in Berlin an Multiorganversagen.

### Werke (Auswahl)

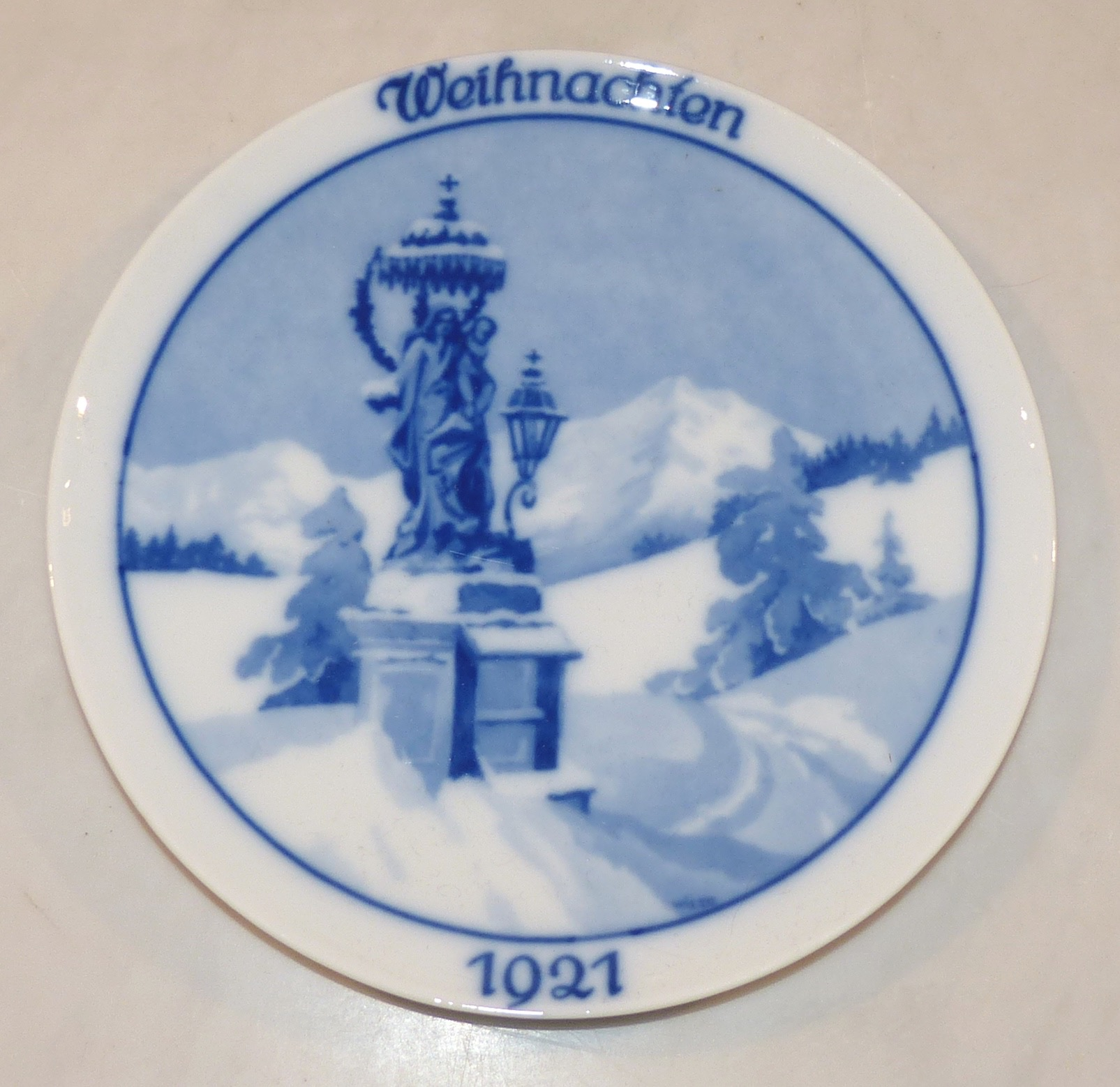
Entwurf für den Rosenthal-Weihnachtsteller; 1921
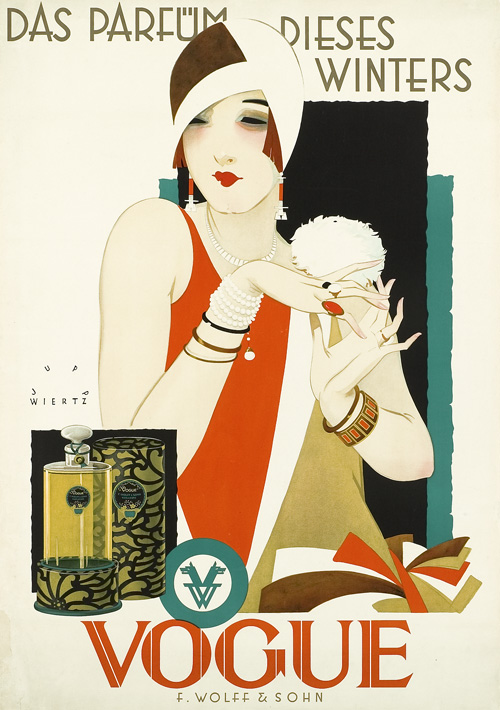
Plakat für die Parfümerie- und Toilettenseifenfabrik F. Wolff & Sohn, Karlsruhe
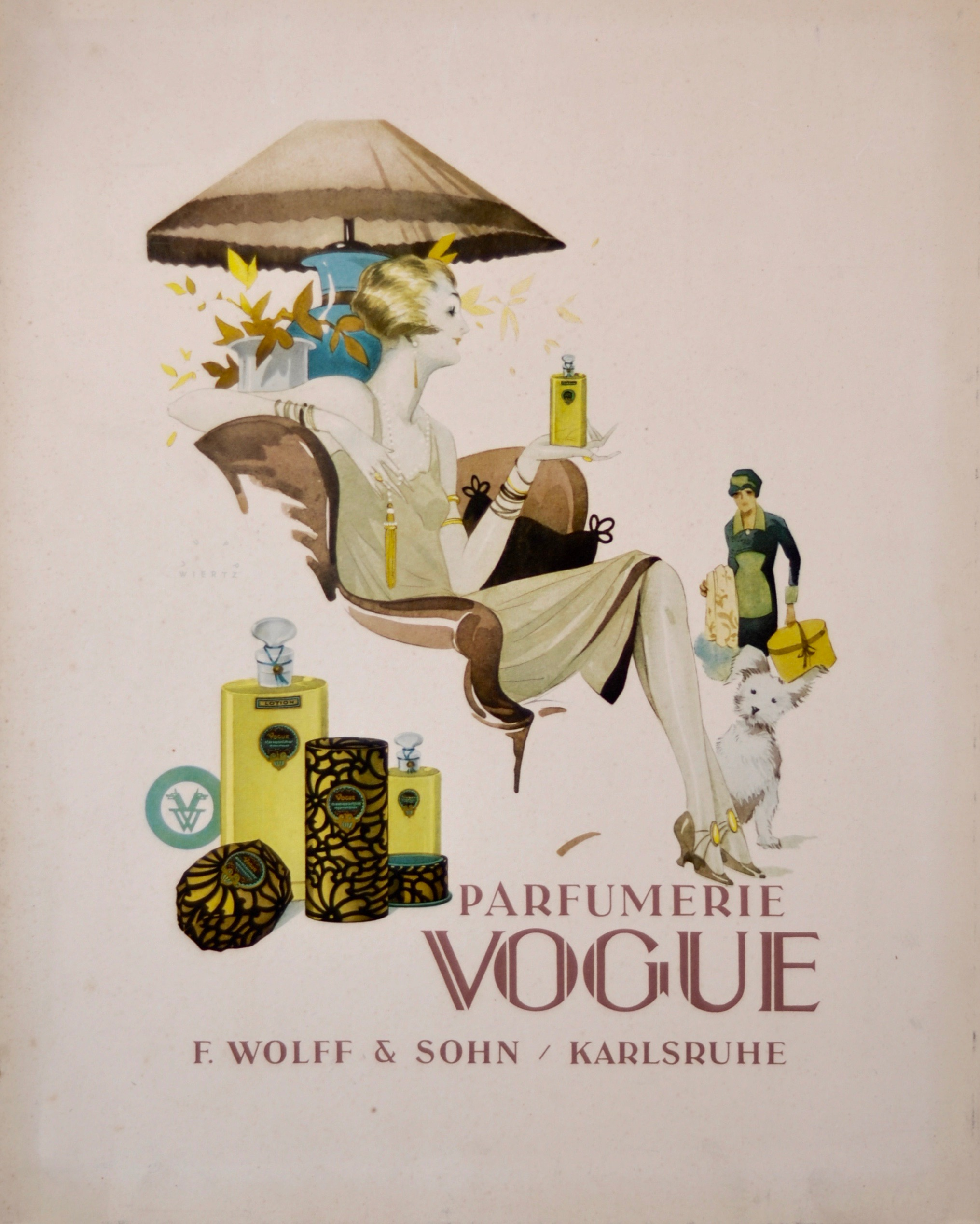
Plakat für Vogue, F. Wolff & Sohn, Karlsruhe
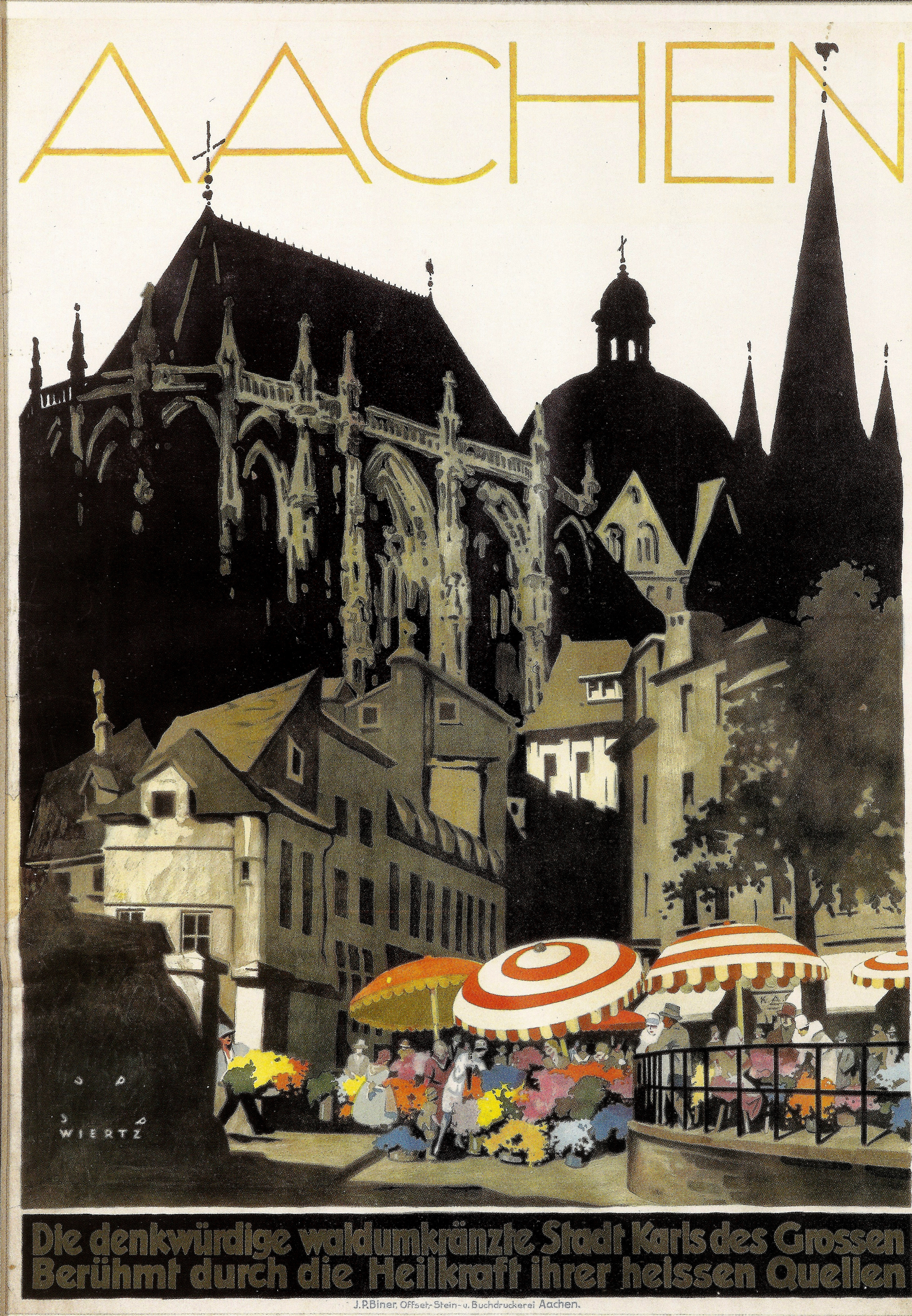
Plakatentwurf im Auftrag des Fremdenverkehrsamtes der Stadt Aachen; 1928
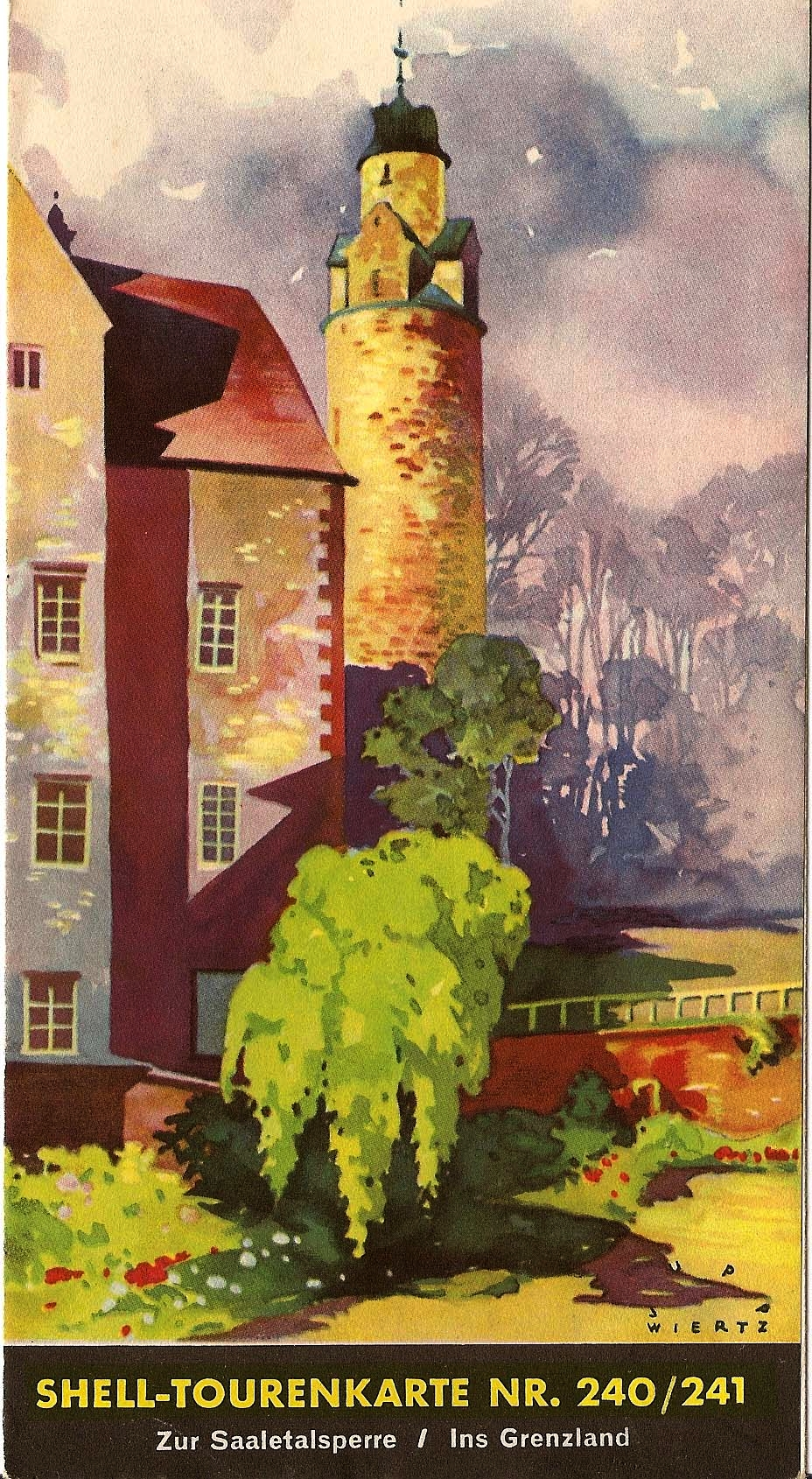
Shell-Tourenkarte Blatt 240 mit der Burg Stein; 1935
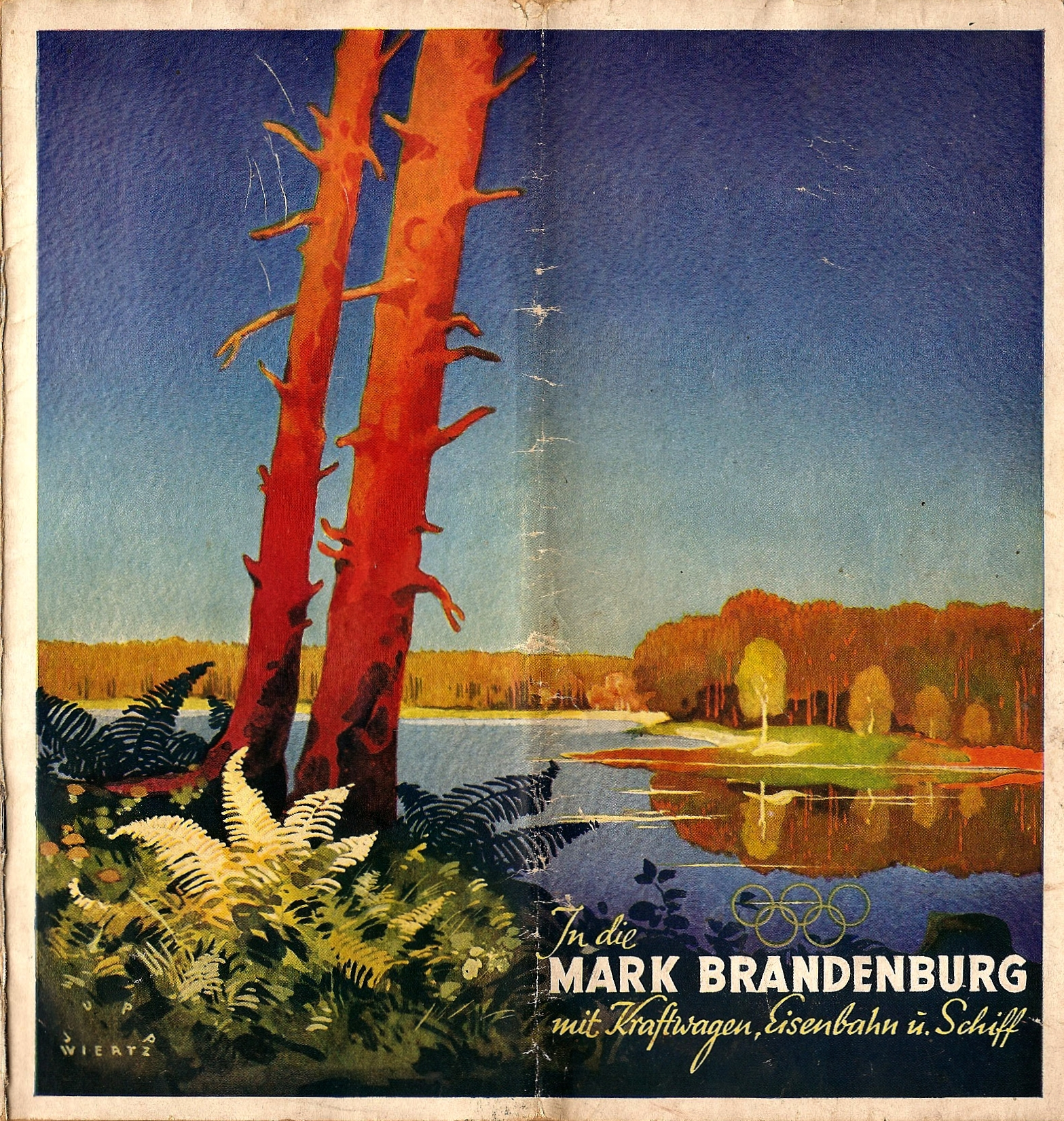
Umschlagbild für ein Reiseprospekt in die Mark Brandenburg; 1936